# وارم اسپرینگز (ویرجینیا)
وارم اسپرینگز (به انگلیسی: Warm Springs) یک منطقهٔ مسکونی در ایالات متحده آمریکا است که در شهرستان بث، ویرجینیا واقع شده‌است. وارم اسپرینگز ۱۲۳ نفر جمعیت دارد.